# 회기별 법전

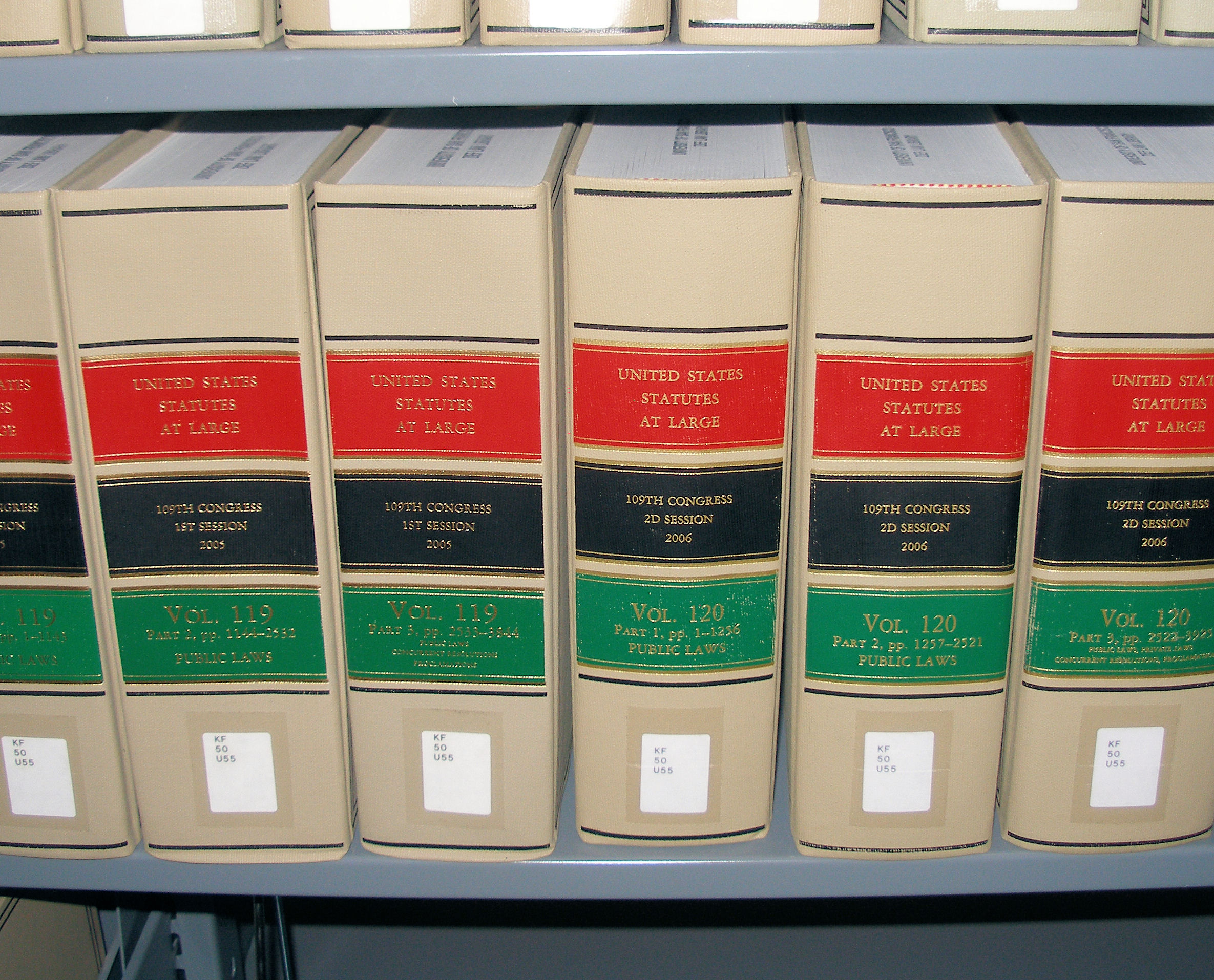

회기별 법전(Session law)이란 미국의 주 의회가 그 회기중에 제정한 법률의 일체를 보통 부르는 말이다. 편찬법률(complied laws)나 수정법률(revised statutes)과 구별하기 위해서 쓰인다.

## 같이 보기
- 미국의 법률
- 속보식 법전

## 참고 문헌
- 이태희, 임홍근, 《법률영어사전》, 법문사, 2007. (ISBN 89-18-01051-6)